# Laudemium

In diesem Schutz- und Gewährbrief aus 1825 aus der Steiermark wird in Punkt 5 das Laudemium mit dem zehnten, aber auch „nach Umständen“ mit dem zwanzigsten Pfennig, somit 10–20 %, festgesetzt.

Das Laudemium oder Laudimium,  auch Anfall, Einfahrtsgeld, Gelöbnisgeld oder Handlohn genannt, bezeichnet eine ursprünglich mittelalterliche, aber auch bis in das 19. Jahrhundert zu leistende Abgabe, die als Steuer bei Besitzwechsel durch Erbe, Kauf oder Tausch insbesondere bäuerlicher Lehnsgüter fällig wurde und zwei bis fünfzehn Prozent des Immobilienwertes betragen konnte. Es konnte im Falle des Erbganges zum Mortuarium hinzutreten. Insgesamt konnte das Laudemium eine deutliche Belastung darstellen, zumal die Zahlung in einer Summe zu erfolgen hatte. Anfangs wohl noch als herkömmliche Ehrengabe (laudare im Sinne einer Zustimmung des Herren zum Besitzerwechsel) vorgesehen, wurde es im Verlauf der Frühen Neuzeit immer mehr zu einem Rechtsinstitut und im Interesse der Landesherren in seinen Anwendungsmöglichkeiten erweitert. Im Gegensatz zum strikt lehnsrechtlichen Relevium konnte das Laudemium im römisch-deutschen Reich auch die Lehnware (Lehngeld) bezeichnen, die als Zahlung an den Lehnsherrn und hier vor allem an den König in der Regel bei Erhebung in den Reichsfürstenstand zu leisten war und deren Leistung vereinzelt seit 1002, vermehrt seit Ende des 12. Jahrhunderts bezeugt ist.